# Torredarques
Torredarques (en castellà i cooficialment Torre de Arcas) és una vila i municipi del Matarranya, a la província de Terol (Aragó). La temperatura mitjana anual és de 11,5° i la precipitació anual, 500 mm.